# Sergueï Efron
Pour les articles homonymes, voir Efron.
Sergueï Iakovlevitch Efron (en russe : Сергей Яковлевич Эфрон), né le 29 septembre 1893 (11 octobre dans le calendrier grégorien) à Moscou, mort fusillé le 16 octobre 1941, est un journaliste russe, époux de Marina Tsvetaïeva, et le père d'Ariadna Efron.

## Biographie

### Enfance et jeunesse
Sergueï Efron naquit dans une famille d'intellectuels de gauche faisant partie du mouvement extrémiste Narodnaïa Volia. Sa mère, née Élisabeth Petrovna Dournovo (1855-1910), était issue d'une famille de la  noblesse . Son père, Iakov Konstantinovitch Efron (1854-1909) (anciennement Kalmanovitch ?), était quant à lui issu d'une famille juive venue deux générations plus tôt de Kaunas, en Lituanie, et s'était converti au protestantisme afin de pouvoir épouser Elisaveta Petrovna Dournovo.
Sergueï Efron étudia à l'université de Moscou, écrivit des nouvelles et des poèmes. Il s'essaya aussi au théâtre avec Alexandre Taïrov, publia un journal littéraire. Il cherchait en fait à se faire une place dans le bouillonnement intellectuel de la Russie prérévolutionnaire.
Il rencontra sa femme, Marina Tsvetaïeva, alors qu'à peine sorti d'un long séjour en sanatorium (phtisie), il était en vacances en Crimée à Koktebel chez Maximilian Volochine. Ils se marièrent rapidement, en 1912. Marina avait dix-neuf ans et lui dix-huit.
Pendant la Première Guerre mondiale, il s'est engagé volontaire mais en raison de son état de santé, fut affecté au service infirmier. Lors de la révolution russe de 1917, il rallia immédiatement les blancs, participa aux combats en Crimée et à la campagne de glace dans le Kouban, puis fut évacué, avec les troupes, à Constantinople et Gallipoli (1920).

### Émigration
À l'automne 1920, son régiment fut évacué à Gallipoli. Il se rendit à Prague, qui accueillait les émigrés russes, s'inscrivit en histoire des religions, Tandis que Marina Tsvetaïeva, après des mois de démarches en Russie bolchévique, puis un passage par Berlin, le rejoignait. Il rallia immédiatement les cercles émigrés russes, écrivit un récit des combats des blancs sans complaisance.
Il participa à l'Union démocratique des étudiants russes de Prague présidée par son ami (et passade de son épouse Marina Tsvetaïeva) Rozdievicth et devint rédacteur de leur journal. 
C'est à partir de 1926, lorsque la famille quitta Prague pour Paris, où Marina Tvsetaïeva pensait trouver une vie culturelle plus intense, que Sergueï Efron commença à fréquenter le mouvement eurasien - alors une « troisième voie » entre communisme et monarchisme, avec revendication d'une identité russe propre, moins inféodée à la culture de l'Europe de l'Ouest - animant de nombreuses réunions, et dirigeant la revue du mouvement. Presque immédiatement, le mouvement eurasien fut noyauté par la Guépéou puis le NKVD : une partie des eurasiens penchèrent de plus en plus pour le communisme, dont Sergueï Efron.
Pendant plusieurs années, il vécut — entre divers séjours en sanatorium lorsque sa tuberculose l'y contraignait — d'emplois très divers, aussi bien employé dans une manufacture de cartonnerie que figurant dans divers films, La Madone des sleepings (où l'on peut le voir), mais aussi Jeanne d'Arc de Dreyer (correspondance avec sa sœur Lilia). En parallèle, il s'éprend du cinéma, s'inscrit à l'école Pathé, tourne de nombreux morceaux de films dans les rues de Paris, très influencé par Eisenstein, ou Dziga Vertov. Ces films n'ont pas été retrouvés. Restent divers articles qui témoignent de son enthousiasme pour le jeune cinéma soviétique.
Avec la crise des années 1930, le travail se raréfia, et la survie de la famille devint de plus en plus précaire. Les textes de Marina Tsvetaïeva n'étaient que peu publiés, peu payés, les emplois, de plus en plus rares. Sergueï Efron, qui rêvait de rentrer en URSS, postula auprès de l'ambassade soviétique. Comme à bien d'autres, il lui fut répondu qu'il devait « se racheter ». Soit collaborer avec le NKVD.
C'est ainsi qu'il devint l'un des responsables de l'Union pour le retour dans la Patrie, officine sise rue de Buci, qui réceptionnait les demandes d'émigrés désireux de rentrer en URSS, animant revue, spectacles, lectures... et chargée de « convertir » les blancs. Voire de surveiller les « ennemis », dont le fils de Trotski, Lev Sedov.
La date exacte à laquelle Sergueï Efron devint collaborateur rétribué du NKVD est inconnue, au début des années 1930 en tout cas : la situation matérielle de la famille s'améliore un peu. 
En 1936, il demande à partir combattre en Espagne, aux côtés des républicains. Mais on lui refuse cette affectation : il est trop utile dans les milieux émigrés, où ses convictions, ses connaissances, son charme, font merveille. Il a une aventure, un temps, avec Vera Trail, ex-eurasienne devenue activiste, et femme du monde.
Ses relations avec Marina Tsvetaïeva se dégradent un peu plus, même si tous deux restent liés : tant Ariadna dite Allia, leur fille, que Gueorgui dit Murr, leur fils, sont attirés par le communisme, et se rangent aux côtés de leur père. Allia, la première, part vivre en URSS, où elle collabore à une revue franco-russe.
En 1937, Ignace Reiss, militant bolchevik polonais de la première heure, qui a travaillé pour les services secrets soviétiques, écrit une longue lettre de rupture avec Staline, qu'il accuse, avec les procès de Moscou et les nombreuses arrestations et déportations, de trahir le communisme. Dès lors, réfugié en Europe et tissant des liens avec les trotskistes, il est pourchassé. Il est assassiné près de Lausanne, en Suisse le 4 septembre 1937. Parmi ceux qui ont pris en filature et préparé le meurtre : l'équipe habituelle de Sergueï Efron, qui a été tenu à l'écart de cette opération.
Néanmoins, Sergueï Efron est exfiltré, envoyé par bateau en URSS, accueilli avec les honneurs, et expédié dans divers hôpitaux et sanatoriums. 
Puis il est envoyé à Bolchevo, à une cinquantaine de kilomètres de Moscou, dans une datcha appartenant au NKVD, en compagnie de ses amis les Klepinine, qui ont fui la France en même temps que lui. C'est là que Marina Tsvetaïeva et Murr le rejoignent. À la fin de l'été, Marina assiste successivement à l'arrestation de sa fille (qui, au terme de plusieurs semaines d'interrogatoire et de tortures, avouera que son père est un espion), puis à l'arrestation de Sergueï. Ensuite, jusqu'à son évacuation vers Ielabouga, elle se rendra aux parloirs afin d'essayer d'avoir des nouvelles, et pour déposer du linge.
Alors que tous ses co-accusés — soit les émigrés russes ou communistes convaincus arrêtés dans la même affaire — avouent, Sergueï Efron n'avoue rien, sauf qu'il a travaillé pour le communisme. Il est interrogé deux années durant, dont une sans aucun procès-verbal. Il est finalement jugé en 1941 en compagnie de ses co-accusés (dont certains se rétractent), dans la « Maison des fusillés » de Moscou, proche de la Loubianka. Ses co-accusés sont exécutés sur le champ. Lui reste détenu.
En été 1941, au moment où les troupes allemandes avancent vers Moscou, on vide les prisons par des exécutions. Sergueï Efron sera du nombre, à Orel, deux semaines avant le suicide de Marina Tsvetaïeva.